# Heroes (singel Conchity Wurst)
Heroes – singel Conchity Wurst, wydany 8 listopada 2014 roku nakładem wytwórni fonograficznej Sony Music Entertainment. Utwór został zapowiedziany po raz pierwszy 18 października na oficjalnym profilu facebookowym drag queen, a pierwsze wykonanie na żywo singla miało miejsce podczas programu telewizyjnego Wetten, dass..?, transmitowanym w Niemczech, Austrii i Szwajcarii.

## Listy utworów i formaty singla
Digital download
1. „Heroes”  – 3:43
2. „Heroes” (Instrumental)  – 3:43

## Pozycje na listach
| Lista przebojów             | Pozycja |
| --------------------------- | ------- |
| Austria (Ö3 Austria Top 40) | 4       |
| Belgia (Ultratop 50)        | 47      |